# Coahuitlán (municipalité)
La  municipalité de Coahuitlán est l'une des 212 municipalités de l'État de Veracruz, et est située dans la partie nord de cet État. Située à l'ouest du golfe du Mexique, elle appartient au bassin versant du fleuve Río Tecolutla, dans un secteur vallonné de la Sierra de Papantla, à l'est du massif de la Sierra Madre orientale. Elle est limitrophe au nord et au nord-ouest de l'État de Puebla. Son chef-lieu est la ville de Progreso de Zaragoza. Elle dépend de la région administrative de Totonaca, du nom du peuple des Totonaques qui y habite, et est une des 10 subdivisions administratives de l'État de Veracruz.

## Géographie
La municipalité de Coahuitlán s'étend de part et d'autre de la rivière Río Necaxa, l'une des deux principales rivières formant le fleuve Río Tecolutla à leur confluence, plus à l'est. Établie sur les reliefs vallonnés de la Sierra de Papantla, qui annonce plus à l'ouest le massif montagneux de la Sierra Madre orientale, son altitude oscille entre 100 et 800 mètres. Son chef-lieu, la ville de Progreso de Zaragoza, se trouve dans la partie nord de son territoire, sur la rive sud du Río Necaxa. Ce territoire couvre une superficie de 40,4 km2, et était peuplé en 2015 de 8566 habitants, pour une densité de 212,1 habitants par km2.
Cette municipalité est limitrophe au nord et à l'ouest, dans l'État de Puebla, de celles de Zihuateutla et de Jopala, au sud, dans l'État de Veracruz, de celle Filomeno Mata, et à l'est de celle de Coyutla.

## Composition et démographie
La municipalité était composée en 2015 de 15 localités, dont 2 étaient considérées comme urbaines, les autres étant rurales.
| Localité             | Population |
| -------------------- | ---------- |
| Coahuitlán           | 3145       |
| Progreso de Zaragoza | 2474       |
| Macedonio Alonso     | 1840       |
| Barrio del Tecolote  | 322        |
| Olegario González    | 8          |
| Reste des localités  | 27         |
| Total population     | 7810       |

En plus de l'espagnol, plusieurs langues amérindiennes sont parlées dans la municipalité, dont les principales sont par ordre d'importance : le totonaque, dans une moindre mesure le nahuatl, les autres langues étant très marginales.

## Histoire
La ville de Coahuitlán est d'origine préhispanique, et appartenait au peuple des Totonaques.
En 1897, la ville de Progreso de Zaragoza devient le chef-lieu de la municipalité de Coahuitlán.

## Économie

### Agriculture et élevage
La superficie des parcelles semées représentait en 2019 une surface totale de 2712 hectares, parmi lesquels 2213 hectares étaient voués à la culture du maïs, 487 hectares étaient voués à la culture du caféier, et 12 hectares étaient voués à celle du poivre.
En 2019, la production de viande par tonnes comprenait 72,6 tonnes de viande bovine, 44,1 tonnes de viande porcine, 3,2 tonnes de viande ovine, 11,1 tonnes de volailles, et 1 tonne de dinde. La superficie vouée à l'élevage représentait alors 7443 hectares.